# Consonne fricative dentale sourde
Ne doit pas être confondu avec Consonne fricative dentale voisée.
Cette page contient des caractères spéciaux ou non latins. S’ils s’affichent mal (▯, ?, etc.), consultez la page d’aide Unicode.
La consonne fricative dentale sourde est un son consonantique assez peu fréquent dans les langues parlées. Le symbole dans l’alphabet phonétique international est [θ]. Ce symbole est celui de la lettre grecque thêta, qui se réfère au même son, en grec moderne du moins.

## Caractéristiques
Voici les caractéristiques de la consonne fricative dentale sourde :
- Son mode d'articulation est fricatif, ce qui signifie qu’elle est produite en contractant l'air à travers une voie étroite au point d’articulation, causant de la turbulence.
- Son point d’articulation est dental, ce qui signifie qu'elle est articulée avec la langue sur les dents inférieures ou supérieures, ou les deux.
- Sa phonation est sourde, ce qui signifie qu'elle est produite sans la vibration des cordes vocales.
- C'est une consonne orale, ce qui signifie que l'air ne s’échappe que par la bouche.
- C'est une consonne centrale, ce qui signifie qu’elle est produite en laissant l'air passer au-dessus du milieu de la langue, plutôt que par les côtés.
- Son mécanisme de courant d'air est égressif pulmonaire, ce qui signifie qu'elle est articulée en poussant l'air par les poumons et à travers le chenal vocatoire, plutôt que par la glotte ou la bouche.

## Emplois propres
C'est une consonne à part entière de l'alphabet adopté par l'Union romani internationale en 1990.

## En français
Le français ne possède pas ce son. Beaucoup de locuteurs le remplacent dans les mots d'autres langues par un [s], un [f] ou un [t̪].

## Autres langues
L'arabe possède ce son, qui correspond à la lettre tha (ث), selon les pays ou les régions, de manière plus ou moins emphatique.
L'arpitan possède ce son, qui s'écrit ch pour des raisons étymologiques.
L'anglais possède ce son, qui s'écrit th, mais dans certains mots, ce digramme  se prononce [ð]. Le son [θ] est, par exemple, présent dans thing ou nothing. En vieil anglais, ce son s'écrivait avec la lettre edh ‹ ð › ou avec la lettre thorn ‹ þ ›, qui représentait aussi le son [ð].
Le breton utilise la graphie ‹ zh ›, qui renvoie très majoritairement à un ancien [θ], qui s'est graduellement transformé en [z] dans l'ouest et le nord du domaine bretonnant et en [x] ou en [h] dans l'est.
L'espagnol utilise la lettre z (c devant i et e). L'évolution du son provient d'un [ts] originel. L'espagnol d'Amérique latine et des autres zones de seseo ne possèdent pas ce son ; z et c sont alors prononcés [s]. Au contraire, dans les zones de ceceo (dans certaines zones d'Andalousie), l'opposition entre [s] et [θ] disparaît, et les deux confondues en un seul phonème dont la réalisation est proche du [θ] des autres zones hispanophones de l'Espagne.
L'islandais a conservé la lettre þ pour écrire ce son. L'albanais et le gallois utilisent th, et le same du nord utilise ŧ.
Le grec moderne possède ce son, qui s'écrit avec la lettre thêta (θ, Θ).
Le swahili possède ce son, qui s'écrit th.